# Dalików

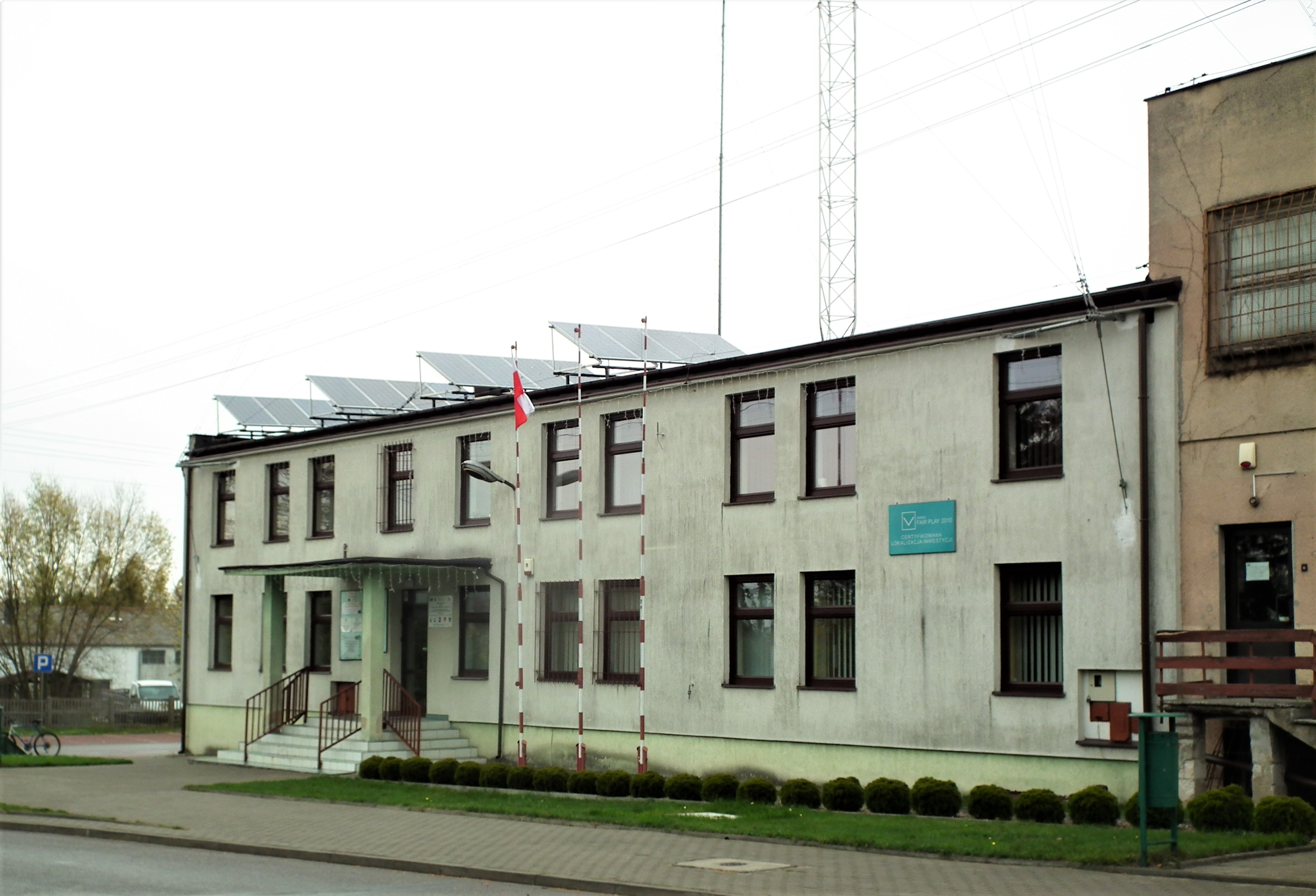
Urząd Gminy

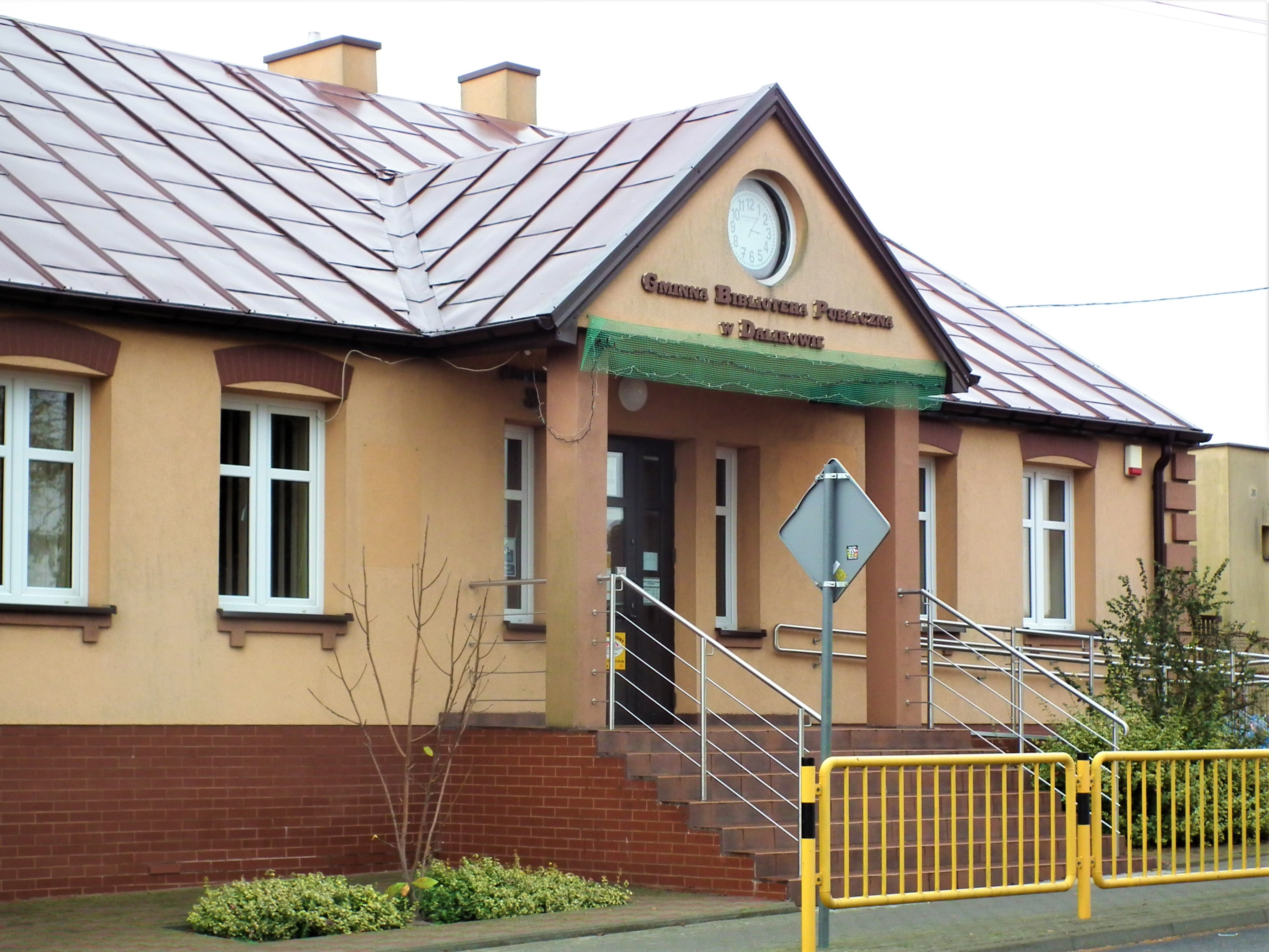
Biblioteka

Dalików – wieś w Polsce położona w województwie łódzkim, w powiecie poddębickim, w gminie Dalików. Położona 10 km na wschód od Poddębic i 28 km na północny zachód od Łodzi. 
W latach 1975–1998 miejscowość położona była w województwie sieradzkim. 
Miejscowość jest siedzibą gminy Dalików.

## Historia
W księgach sądowych łęczyckich wymieniona w 1391. W XV i XVI wieku Dalików należał do Sarnowskich herbu Jastrzębiec. Z rodu tego wywodził się ks. Świętosław Sarnowski, kanclerz gnieźnieński, kanonik łęczycki i łowicki oraz proboszcz sieradzki (zmarł w 1625, a nagrobek jego zachował się w sieradzkiej farze za ołtarzem Matki Boskiej Szkaplerznej). Przed powstaniem 1863–1864 Dalików należał do Wardęskich h. Godziemba. Władysław Wardęski (1837–1919), jak również jego siostra Walentyna Józefa Julia (zm. w 1928) wzięli aktywny udział w powstaniu. Dobra dalikowskie należały do Wardęskich do II wojny światowej – Antoni Wardęski (1875–1941) zmarł jako więzień niemiecki w Dachau.
W czasie powstania styczniowego, 10 września 1863, w połowie drogi między Dalikowem a Gajówką (na wschód od Dalikowa), powstańcze oddziały Sokołowskiego, kpt. Stanisława Szumlańskiego i mjra Roberta Skowrońskiego natknęły się na grupę wojsk rosyjskich (3500 piechoty, 2 szwadrony dragonów i 67 Czerkiesów), dowodzonych przez gen. Krasnokuckiego. W bitwie poległo 53 powstańców. Wieś została spalona, a część mieszkańców spłonęło, wśród nich proboszcz – ks. Walenty Kasperski. W odnowionej mogile na cmentarzu leżą prochy prawdopodobnie 63 powstańców, w symbolicznej mogile po lewej stronie bramy głównej – nie ustalona liczba spalonych mieszkańców wsi.
24 października 1937 odsłonięto w centralnym punkcie wsi okazały pomnik z napisem: „Bohaterom walk o wolność – Ziemia Łęczycka – 1937”. Wysoka kolumna była ozdobiona, w jej górnej części, stylizowanymi orłami i wyrytym rokiem „1863”. Pomnik został zniszczony przez Niemców w 1940 roku. 
W 1943 Niemcy wprowadzili nazwę okupacyjną – Dallikau.
W Słowniku geograficznym Królestwa Polskiego i innych krajów słowiańskich możemy przeczytać: 
Dalików, wieś, pow. łęczycki. Kościół par. pw. św. Mateusza istniał już zapewne w XV w. We wsi siedzieli Sarnowscy h. Jastrzębiec. Obecny kościół drewniany pochodzi zapewne z w. XVII. W r. 1846 przybudowano kaplicę murowaną św. Mateusza. Cały kościół restaurowano r. 1865. Na cmentarzu, na miejscu starożytnej kapliczki św. Ducha wystawiono r. 1867 kościółek murowany pw. św. Rocha. (Łaski, L.B., II, 373 i przyp.).

## Zabytki i ciekawe miejsca

### Kościół parafialny pw. św. Mateusza Ewangelisty
Kościół pw. świętego Mateusza Ewangelisty w stylu gotyku nadwiślańskiego powstał na miejscu starszego, modrzewiowego z XVII w., który spłonął wraz z całą wsią po bitwie pod Dalikowem 1863. Obecny kościół, murowany zbudowany został dzięki staraniom parafian w latach 1908–1913 zgodnie z projektem warszawskiego architekta Apolloniusza Nieniewskiego. Parafia została erygowana w latach 1422–1436. W czasie I wojny światowej został poważnie uszkodzony. Gruntownie odbudowany w latach 1918–1920. Ponownie całkiem zniszczony podczas II wojny światowej, odbudowany w 1947. Kościół ten jest trójnawowy, z wielobocznie zamkniętym prezbiterium oraz sklepieniem krzyżowym. Posiada wysoką wieżę i kaplicę z obrazem Matki Bożej. Wyposażony jest w stylu neogotyckim. W kościele znajduje się zabytkowa ambona z wizerunkami czterech Ewangelistów oraz obraz św. Antoniego Padewskiego z Dzieciątkiem Jezus.

### Kaplica pw. św. Rocha
Neogotycka kaplica pw. św. Rocha (opiekun parafii) z 1867, znajduje się na terenie tutejszego cmentarza. Ufundowany został on przez rodzinę Wardęskich. Powstał na miejscu starszej świątyni św. Ducha. Jest to świątynia murowana, jednonawowa, orientowana, z dwuspadowym dachem oraz półokrągło zamkniętym prezbiterium, nad którym znajduje się niewielka wieżyczka. Fasada posiada dwie nisze, datę rozpoczęcia budowy nad wejściem a zakończona jest spływowym szczytem. Wewnątrz uwagę zwraca ołtarz z obrazem św. Rocha (towarzyszą mu zwierzęta gospodarskie oraz pies). Wyposażenie nosi cechy późnego gotyku i baroku. Pod świątynią znajdują się groby członków rodziny Wardęskich.
Ponadto w Dalikowie założony został w XIX w. przez rodzinę Wardęskich park. Utrzymany jest on w stylu angielskiego parku krajobrazowego z aleją grabową i jesionową. 
We wrześniu 2001 na centralnym placu Dalikowa (plac Powstańców) odsłonięty został ponownie pomnik ku czci bohaterów powstania styczniowego (w miejscu pierwszego z 1937, a zburzonego w 1940). Jest to głaz na postumencie, a na nim umieszczona tablica z napisem: „Bohaterom Powstania Styczniowego poległym za wolność Ojczyzny, 10.09.1863 w bitwie pod Dalikowem – Społeczeństwo Gminy Dalików”.
Według rejestru zabytków Narodowego Instytutu Dziedzictwa na listę zabytków wpisane są obiekty:
- kościół parafialny pw. św. Mateusza, 1908–1913, nr rej.: 299/17 z 27.09.1979
- park, XVIII/XIX w., nr rej.: 393 z 2.09.1991

## Przyroda
Przy ulicy Wschodniej prowadzącej do wsi Gajówka znajduje się wielowiekowy dąb – pomnik przyrody. Również na miejscowym cmentarzu rośnie wiele zabytkowych drzew, które objęte są ochroną konserwatora. Wieś graniczy z dużym kompleksem leśnym. Przeważają grunty orne.

## Ochotnicza Straż Pożarna w Dalikowie
Ochotnicza Straż Pożarna w Dalikowie rozpoczęła swą działalność po odzyskaniu niepodległości po I wojnie światowej. Założycielami jednostki byli druhowie: Antoni Wardęski, Franciszek Kamiński, Feliks Bartczak, Józef Miłosz, Stanisław Miłosz, Szczepan Mirowski, Andrzej Rogalski, Feliks Rogalski, Roman Adamski. Organizacja działała na zasadzie dobrowolności i cieszyła się powszechnym uznaniem i powodzeniem. W okresie okupacji OSP w Dalikowie zaprzestała działalności. Po wojnie w 1945 roku mieszkańcy wsi reaktywowali działalność Ochotniczej Straży Pożarnej. W dniu 31 lipca 1997 roku jednostka z Dalikowa decyzją Komendanta Głównego Państwowej Straży Pożarnej włączona została do Krajowego Systemu Ratowniczo-Gaśniczego.  26 sierpnia 2018 roku Ochotnicza Straż Pożarna w Dalikowie obchodziła 100-lecie swojego powstania.

## Edukacja
W Dalikowie znajduje się Szkoła Podstawowa przy ulicy Łęczyckiej 3 oraz Gminna Biblioteka Publiczna, która posiada swoją filie biblioteczną w Domaniewie.